# قائمة الرموز المطبعية اليابانية
هذه القائمة تستعرض الرموز المطبعية وعلامات الترقيم اليابانية التي لا تصنف كحروف كانا أو كانجي ولا تدخل في تكوين كلمات إنما لها استخدام خاص ومنفرد في التنظيم الكتابي للغة.

## علامات التكرار
| العلامة | JIS X 0208 | JIS X 0213                       | الترميز الموحد               | إسم (أسماء) العلامة                                                                                  | الاستخدام                                                                                     |
| ------- | ---------- | -------------------------------- | ---------------------------- | --- | --------------------------------------------------------------------------------------------- |
| 々      | 2139       | 1-1-25                           | 3005                         | نوما (ノマ noma) كوما (クマ kuma) تكرار (繰り返し kurikaeshi) علامة نفس الحرف (同の字点 dō no jiten) | علامة تدل على إعادة أو تكرار حرف الكانجي السابق لها. (مثال؛ يمكن كتابة 様様 بالصيغة 様々).    |
| 仝      | 2138       | 1-1-24                           | 4EDD                         | علامة نفس الحرف (同の字点 dō no jiten)                                                               | علامة تكرار حرف الكانجي. (مماثلة لـ 々)                                                       |
| ヽ      | 2152       | 1-1-19                           | 30FD                         | تكرار كاتاكانا (かたかながえし katakanagaeshi) تكرار (くりかえし kurikaeshi)                         | علامة تكرار حرف الكاتاكانا، (مثلًا: ササ يمكن أن تكتب サヽ).                                   |
| ヾ      | 2153       | 1-1-20                           | 30FE                         | تكرار كاتاكانا (かたかながえし katakanagaeshi) تكرار (くりかえし kurikaeshi)                         | تكرار حرف الكاتاكانا مع إضافة شرطتين له (تغيير الصوت الساكن). (مثلًا: サザ يمكن أن تكتب サヾ). |
| ゝ      | 2154       | 1-1-21                           | 309D                         | تكرار هيراغانا (ひらがながえし hiraganagaeshi) تكرار (くりかえし kurikaeshi)                         | علامة إعادة أو تكرار حرف من الهيراغانا (مثلا: はは يمكن أن تكتب はゝ)                         |
| ゞ      | 2136       | 1-1-22                           | 309E                         | تكرار هيراغانا (ひらがながえし hiraganagaeshi) تكرار (くりかえし kurikaeshi)                         | تكرار حرف الهيراغانا نفسه مع إضافة شرطتين (تغيير الصوت الساكن). (مثلا はば تكتب はゞ).        |
| 〃      | 2137       | 1-1-23                           | 3003                         | نونوتين (ノノ点 nonoten)                                                                             | علامة تكرار كلمة أو فقرة كاملة.                                                               |
| 〱      |            |                                  | 3031                         | علامة حرف كو (くの字点 kunojiten)                                                                    | علامة تكرار حروف الكانا بالكتابة العمودية                                                     |
| 〲      |            |                                  | 3032                         | علامة حرف كو بشرطتين (くの字点 濁点 kunojiten dakuten)                                               | علامة تكرار حرف الكانا مع إضافة شرطتين للحرف المضاف بالكتابة العمودية                         |
| 〳 〵   |            | 1-2-19 (العليا), 1-2-21 (السفلى) | 3033 (العليا), 3035 (السفلى) | علامة حرف كو (くの字点 kunojiten)                                                                    | علامة تكرار حرفين أو أكثر من حروف الكانا السابقة للعلامة بالكتابة العمودية.                   |
| 〴 〵   |            | 1-2-20 (العليا), 1-2-21 (السفلى) | 3034 (العليا), 3035 (السفلى) | علامة حرف كو (くの字点 kunojiten)                                                                    | علامة تكرار حرفين أو أكثر من حروف الكانا السابقة للعلامة مع إضافة شرطتين بالكتابة العمودية.   |

## علامات الإقتباس والأقواس
| العلامة | JIS X 0208 | JIS X 0213     | الترميز الموحد | إسم (أسماء) العلامة | الاستخدام |
| ------- | ---------- | -------------- | -------------- | --- | --- |
| 「」    | 2156, 2157 | 1-1-54, 1-1-55 | 300C, 300D     | خطّاف (鉤 kagi) أقواس خطافية الشكل (鉤括弧 kagikakko) | علامات اقتباس يابانية عادية                                                                                                |
| 『』    | 2158, 2159 | 1-1-56, 1-1-57 | 300E, 300F     | خطّاف (鉤 kagi) أقواس خطافية الشكل مزدوجة (二重鉤括弧 nijūkagikakko)                                                                                      | علامات اقتباس يابانية مزدوجة، تستعمل عادة للإشارة للعناوين.                                                                |
| （）    | 2169, 216A | 1-1-42, 1-1-43 | FF08, FF09     | قوس إعتراض (パーレン pāren)قوسان (括弧 kakko) قوسان دائريان (丸括弧 marugakko) قوسان صغيران (小括弧 shōkakko)                                            | |
| 〔〕    | 216C, 216E | 1-1-44, 1-1-45 | 3014, 3015     | صدفة السلحفاة (亀甲 kikkō) | تستخدم لإضافة تعليق ضمن الإقتباس                                                                                           |
| ［］    | 216D, 216E | 1-1-46, 1-1-47 | FF3B, FF3D     | قوسان (括弧 kakko) أقواس خطافية الشكل (鉤括弧 kagikakko)                                                                                                 | |
| ｛｝    | 216F, 2170 | 1-1-48, 1-1-49 | FF5B, FF5D     | حاصرتان (ブレース brace) أقواس متموجة (波括弧 namikakko) أقواس وسطية (中括弧 chūkakko)                                                                   | |
| ｟｠    |            |                | FF5E, FF60     | أقواس إعتراضية ثنائية (二重パーレン nijūpāren) أقواس ثنائية (二重括弧 nijūkakko)                                                                         | |
| 〈〉    | 2171, 2172 | 1-1-50, 1-1-51 | 3008, 3009     | قوسان (括弧 kakko) أقواس جبلية (山括弧 yamagakko) قوس إقتباس (ギュメ gyume) رمز جبلي الشكل (山がた yamagata)                                             | |
| 《》    | 2173, 2174 | 1-1-52, 1-1-53 | 300A, 300B     | قوسان (括弧 kakko) أقواس جبلية ثنائية (二重山括弧 nijūyamagakko) قوس اقتباس مزدوج (二重ギュメ nijū-gyume) رمز جبلي الشكل ثنائي (二重山がた nijūyamagata) | |
| 【】    | 2179, 217A | 1-1-58, 1-1-59 | 3010, 3011     | قوسان (括弧 kakko) قوس إثبات (隅付き括弧 sumitsukikakko)                                                                                                 | مشابهة للأقواس العدسية باللغة الإنجليزية، عادة تستعمل في العناوين الرئيسية على سبيل المثال، التعاريف الموجودة في القواميس. |
| 〖〗    |            | 1-2-58, 1-2-59 | 3016, 3017     | | |
| 〘〙    |            | 1-2-56, 1-2-57 | 3018, 3019     | | |
| 〚〛    |            |                | 301A, 301B     | | |

## العلامات الصوتية
| العلامة | JIS X 0208 | JIS X 0213 | الترميز الموحد                   | إسم (أسماء) العلامة                                                                                       | الاستخدام |
| ------- | ---------- | ---------- | -------------------------------- | --- | --- |
| っ      | 2443       | 1-4-35     | 3063                             | تشديد (促音 sokuon)                                                                                       | عند ورودها بين حروف الكانا تضاعف (تشدد) الحرف الصحيح الوارد بعدها.؛ مثلًا: (かった تلفظ ‎katta‏) (ショック تلفظ ‎shokku‏)                                                                        |
| ッ      |            | 1-5-35     | 30C4                             | تشديد (促音 sokuon)                                                                                       | عند ورودها بين حروف الكانا تضاعف (تشدد) الحرف الصحيح الوارد بعدها.؛ مثلًا: (かった تلفظ ‎katta‏) (ショック تلفظ ‎shokku‏)                                                                        |
| ー      | 213C       | 1-1-28     | 30FC                             | صوت طويل "مدّة" (長音符 chōonpu) مد الصوت (音引き onbiki) علامة المد (棒引き bōbiki) خط ممدود (棒線 bōsen) | تدل على مد وإطالة صوت العلة الواقع قبلها (في الكتابة الأفقية)، أعلاها (بالكتابة العمودية) وغالبًا تستعمل مع الكاتاكانا. (مثلًا: ター تلفظ taa)                                                |
| ゛      | 212B       | 1-1-11     | 309B (المستقلة), 3099 (المرتبطة) | علامة الصوت الجهوري (الشرطتان) (濁点 dakuten) مفخم (濁り nigori) النقطتان (点々 ten-ten)                  | تستعمل مع حروف الهيراغانا والكاتاكانا تقوم بتحوير الصوت الساكن إلى مقابل جهوري له، مثلاً: (か تلفظ ka) إلى (が تلفظ ga) (と تلفظ to) إلى (ど تلفظ do) (し تلفظ shi) إلى (じ تلفظ ji).....الخ |
| ゜      | 212C       | 1-1-12     | 309C (المستقلة), 309A (المرتبطة) | علامة الصوت نصف الجهوري (半濁点 handakuten) نصف مفخم (半濁 handaku) دائرة (丸 maru)                       | تستعمل مع الهيراغانا والكاتاكانا لتحويل صوت H فقط إلى P، مثلاً: (は تلفظ ha) إلى (ぱ تلفظ pa)                                                                                                |

## علامات الترقيم
| العلامة | JIS X 0208 | JIS X 0213 | الترميز الموحد | إسم (أسماء) العلامة                                                            | الاستخدام |
| ------- | ---------- | ---------- | -------------- | ------------------------------------------------------------------------------ | --- |
| 。      | 2123       | 1-1-3      | 3002           | نقطة نهاية السطر (句点 kuten) دائرة (丸 maru)                                  | تؤدي وضيفة نقطة نهاية الجملة والسطر والفترة.                                                                                                 |
| 、      | 2122       | 1-1-4      | 3001           | علامة القراءة (読点 tōten)                                                     | تعمل عمل الفارزة أو الفاصلة. |
| ・      | 2126       | 1-1-6      | 30FB           | علامة وسطية سوداء (中黒 nakaguro) نقطة (ぽつ potsu) علامة وسطية (中点 nakaten) | تستعمل لفصل الكلمات والأسماء الأجنبية، أو الفصل بين عناصر مجموعة ما، مثلًا: (بيل غيتس؛ ビル・ゲイツ)                                          |
| ゠ ＝   |            |            | 30A0, FF1D     | واصلة مزدوجة (ダブルハイフン daburu haifun)                                    | تقابل الواصلة (-) باللغة الإنجليزية، تستعمل لفصل الكلمات الأجنبية لكنها أقل استخدامًا مع الأسماء، بينما تكون النقطة السوداء (فوق) أكثر شيوعًا. |

## علامات خاصة أخرى
| العلامة   | JIS X 0208 | JIS X 0213                     | الترميز الموحد         | إسم (أسماء) العلامة | الاستخدام |
| --------- | ---------- | ------------------------------ | ---------------------- | --- | --- |
| 〆        | 213A       | 1-1-26                         | 3006                   | شيميه (しめ shime) | يستعمل هذا الرمز كبديل عن كتابة (締め ‎shime‏)، في عبارة (締め切り／締切 ‎shime kiri‏)بمعنى (موعد نهائي) تصبح 〆切 وهكذا، كما تستعمل بشكل أقل شيوعًا بدلًا عن كل كلمة شيمي مثل 閉め و絞め و占め. يوجد شكل آخر للرمز (乄) يستعمل على مكان ختم الرسالة للتعبير عن إغلاقها. |
| 〜        | 2141       | 1-1-33                         | 301C                   | ملتو (にょろ nyoro) من إلى (ないし naishi) موجة (波 nami) مِن (から kara)                                                 | تستعمل بمعنى "من إلى"، على سبيل المثال: (月〜金曜日، من الإثنين إلى الجمعة) |
| …         | 2144       | 1-1-36                         | 2026                   | صف النقاط (点線 tensen) إمتداد بثلاث نقاط (三点リーダ santen leader)                                                     | لها عدة معاني كالتعبير عن كلام ناقص أو محذوف، أو وقفة صمت بسيطة قبل إستمرار الجملة. |
| ‥         | 2145       | 1-1-37                         | 2025                   | صف النقاط (点線 tensen) إمتداد بنقطتين (二点リーダ niten leader)                                                         | لها عدة معاني كالتعبير عن كلام ناقص أو محذوف، أو وقفة صمت بسيطة قبل إستمرار الجملة. |
| ヶ        | 2576       | 1-5-86                         | 30F6                   | | تسمى عادةً "كي صغير"، هي رمز يستعمل عادةً كمعداد نيابةً عن حرف الكانجي 箇، شائعة الاستخدام عن عد الفترات الزمنية أو الأماكن وغيرها، مثلاً: (一ヶ月 تلفظ ikkagetsu، تعني "لشهر واحد").                                                                                  |
| • ◦ ﹅ ﹆ |            | 1-3-32, 1-3-31 -               | 2022, 25E6, FE45, FE46 | علامة مجاورة (傍点 bōten) علامة جانبية (脇点 wakiten) حبة سمسم سوداء (黒ゴマ kurogoma) حبة سمسم بيضاء (白ゴマ shirogoma) | علامة إبراز توضع فوق الحروف بالكتابة الأفقية، أو على يمين الحروف بالكتابة العمودية المراد التركيز عليها في النص، تشابه بهذا الكتابة المائلة باللغة الإنجليزية. |
| ※         | 2228       | 1-2-8                          | 203B                   | أرز (米 kome) رمز الأرز (米印 komejirushi)                                                                               | تستعمل في إبداء الملاحظات أو التعقيب على نص معين، مشابهة لرمز الإجامة. |
| ＊        | 2196       | 1-1-86                         | FF0A                   | رمز النجمة (星印 hoshijirushi) إجامة (アステリスク asterisk)                                                             | تستعمل في إبداء الملاحظات أو التعليق. |
| 〽        |            | 1-3-28                         | 303D                   | علامة تراجع (庵点 ioriten)                                                                                               | تستخدم في القصائد أو النصوص كإشارة لبدء المغني الغناء. |
| 〓        | 222E       | 1-2-14                         | 3013                   | علامة الغيتا (ゲタ記号 geta kigō)                                                                                        | تستعمل للتعبير عن رمز غير قابل للطباعة، مثلاً عند عدم القدرة على كتابة حرف بالحاسوب. سميت نسبةً إلى حذاء الغيتا الياباني التقليدي. |
| ♪ ♫ ♬ ♩   | 2276       | 1-2-86, 1-2-91, 1-2-92, 1-2-93 | 266A, 266B, 266C, 2669 | رموز موسيقية (音符 onpu)                                                                                                 | تستعمل بشكل غير رسمي مع النصوص للتعبير عن لحن أو نبرة أو نغمة فقرة من النص. |
| 〇        |            |                                | 3007                   | الدائرة (まるまる marumaru)                                                                                              | عادة تستعمل بشكل مزدوج (〇〇) كعنصر نائب في موضع كلمة تحتمل أكثر من معنى، أو عند استخدام كلمات غير مرغوبة (الفاظ، إيحاء...الخ). |

## رموز خاصة بمؤسسات
| العلامة | JIS X 0208 | JIS X 0213 | الترميز الموحد | إسم (أسماء) العلامة                                                                                      | الاستخدام |
| ------- | ---------- | ---------- | -------------- | --- | --- |
| 〒      | 2229       | 1-2-9      | 3012           | رمز البريد (郵便 yūbin)                                                                                  | تستعمل في الخرائط للإشارة إلى مكاتب البريد، وتكتب قبل الرموز البريدية. |
| 〶      |            |            | 3036           | | علامة بريد مع دائرة. |
| 〠      |            | 1-6-70     | 3020           | | علامة بريد مع وجه. |
| 〄      |            |            | 3004           | علامة JIS الصناعية (ジスマーク jis mark) المعايير الصناعية اليابانية (日本工業規格 nihon kougyou kikaku) | تظهر هذه العلامة على الصناعات والمنتجات التي تتوافق مع المعايير الصناعية اليابانية. |
| 再⃝      |            |            | 518D 20DD      | | حرف ساي المحاط بدائرة، يستخدم من قبل مؤسسات متعددة على المنشورات المطبوعة أو الموسيقية وتعني (saihanbai kakaku iji seido) نظام إعادة البيع الياباني، وتتبع بتاريخ وعبارة (حتى؛ まで) وهو أول تاريخ يسمح فيه بإعادة المنتج وإسترداد جزء من المبلغ. |
| Ⓧ       |            |            | 24CD           | | تستعمل هذه العلامة من قبل هيئة صناعة التسجيلات اليابانية (RIAJ) على الإصدارات الموسيقية وتعني أن (الإيجار محظور)، تعتمد مدة الحظر على نوع الإصدار (مفرد أو البوم) وعلى المحتوى (ياباني ام أجنبي)، حظر الإيجار يمكن أن يستمر من 3 أيام إلى سنة بعد تاريخ نشر الإصدار.في بعض الأحيان يكتب الرمز بشكل "X" قد يكون متبوع بعلامة "~" ثم تاريخ إنتهاء الحظر. |
| Ⓛ       |            |            | 24C1           | | تستعمل هذه العلامة من قبل هيئة صناعة التسجيلات اليابانية (RIAJ) على الإصدارات الموسيقية ذات المحتوى (الياباني الأصل)، تكون عادة متبوعة بتاريخ الإصدار يتضمن التاريخ حروف مثل "N" "I" "H" "O" "R" "E" "C" التي تمثل رقم السنة بين 1984-1990. |
| Ⓨ       |            |            | 24CE           | | تستعمل هذه العلامة من قبل هيئة صناعة التسجيلات اليابانية (RIAJ) على الإصدارات الموسيقية ذات المحتوى (الأجنبي الأصل)، تكون عادة متبوعة بتاريخ الإصدار يتضمن التاريخ حروف مثل "N" "I" "H" "O" "R" "E" "C" التي تمثل رقم السنة بين 1984-1990، وقد يتضمن تاريخ ثاني بين قوسين يمثل تاريخ (النشر عالميًا).                                                   |

## طالع أيضًا
- كانجي الاستخدام الشائع
- كانجي
- اللغة اليابانية
- إيموجي